# Myxodagnus
Myxodagnus is een geslacht van straalvinnige vissen uit de familie van zandsterrenkijkers (Dactyloscopidae).

## Soorten
- Myxodagnus belone Böhlke, 1968
- Myxodagnus macrognathus Hildebrand, 1946
- Myxodagnus opercularis Gill, 1861
- Myxodagnus sagitta Myers & Wade, 1946
- Myxodagnus walkeri Dawson, 1976